# 경상북도의 선거구
경상북도의 선거구는 국회의원 선거구 13개, 도의원 선거구 54개로 이루어져 있으며 23개의 시·군의원 선거구도 존재한다.

## 국회의원 선거구
| 번호 | 선거구명                    | 관할 구역 |
| ---- | --------------------------- | --- |
| 1    | 포항시 북구                 | 포항시 북구 전 지역 |
| 2    | 포항시 남구·울릉군          | 포항시 남구, 울릉군 전 지역 |
| 3    | 경주시                      | 경주시 전 지역 |
| 4    | 김천시                      | 김천시 전 지역 |
| 5    | 안동시                      | 안동시 전 지역 |
| 6    | 구미시 갑                   | 구미시 송정동, 원평1동, 원평2동, 지산동, 도량동, 선주원남동, 형곡1동, 형곡2동, 공단1동, 공단2동, 광평동, 상모사곡동, 임오동, 신평1동, 신평2동, 비산동 |
| 7    | 구미시 을                   | 구미시 선산읍, 고아읍, 무을면, 옥성면, 도개면, 해평면, 산동면, 장천면, 인동동, 진미동, 양포동                                                         |
| 8    | 영주시·문경시·예천군        | 영주시, 문경시, 예천군 전 지역 |
| 9    | 영천시·청도군               | 영천시, 청도군 전 지역 |
| 10   | 상주시·군위군·의성군·청송군 | 상주시, 군위군, 의성군, 청송군 전 지역 |
| 11   | 경산시                      | 경산시 전 지역 |
| 12   | 영양군·영덕군·봉화군·울진군 | 영양군, 영덕군, 봉화군, 울진군 전 지역 |
| 13   | 고령군·성주군·칠곡군        | 고령군, 성주군, 칠곡군 전 지역 |

## 도의원 선거구
| 번호 | 선거구명         | 관할 구역 |
| ---- | ---------------- | --- |
| 1    | 포항시 제1선거구 | 포항시 북구 흥해읍, 송라면, 청하면, 죽장면, 기북면, 신광면, 기계면                                            |
| 2    | 포항시 제2선거구 | 포항시 북구 용흥동, 양학동, 우창동                                                                            |
| 3    | 포항시 제3선거구 | 포항시 북구 두호동, 중앙동, 죽도동                                                                            |
| 4    | 포항시 제4선거구 | 포항시 북구 장량동, 환여동                                                                                    |
| 5    | 포항시 제5선거구 | 포항시 남구 송도동, 해도동, 상대동, 제철동, 청림동                                                            |
| 6    | 포항시 제6선거구 | 포항시 남구 연일읍, 대송면                                                                                    |
| 7    | 포항시 제7선거구 | 포항시 남구 구룡포읍, 오천읍, 동해면, 호미곶면, 장기면                                                        |
| 8    | 포항시 제8선거구 | 포항시 남구 대이동, 효곡동                                                                                    |
| 9    | 경주시 제1선거구 | 경주시 현곡면, 황성동, 성건동, 중부동                                                                         |
| 10   | 경주시 제2선거구 | 경주시 감포읍, 양남면, 양북면, 동천동, 불국동, 황오동, 보덕동                                                 |
| 11   | 경주시 제3선거구 | 경주시 안강읍, 강동면, 천북면, 용강동                                                                         |
| 12   | 경주시 제4선거구 | 경주시 건천읍, 외동읍, 서면, 산내면, 내남면, 선도동, 황남동, 월성동                                           |
| 13   | 김천시 제1선거구 | 김천시 아포읍, 농소면, 남면, 개령면, 감문면, 어모면, 감천면, 조마면, 자산동, 대신동, 지좌동, 율곡동           |
| 14   | 김천시 제2선거구 | 김천시 봉산면, 대항면, 구성면, 지례면, 부항면, 대덕면, 증산면, 평화남산동, 양금동, 대곡동                     |
| 15   | 안동시 제1선거구 | 안동시 풍산읍, 북후면, 서후면, 풍천면, 일직면, 남후면, 옥동, 송하동                                           |
| 16   | 안동시 제2선거구 | 안동시 와룡면, 남선면, 임하면, 길안면, 임동면, 예안면, 도산면, 녹전면, 용상동, 강남동                         |
| 17   | 안동시 제3선거구 | 안동시 태화동, 평화동, 안기동, 중구동, 명륜동, 서구동                                                         |
| 18   | 구미시 제1선거구 | 구미시 도량동, 선주원남동                                                                                     |
| 19   | 구미시 제2선거구 | 구미시 송정동, 원평1동, 원평2동, 지산동, 형곡1동, 형곡2동                                                     |
| 20   | 구미시 제3선거구 | 구미시 신평1동, 신평2동, 비산동, 공단1동, 공단2동, 상모사곡동, 임오동, 광평동                                 |
| 21   | 구미시 제4선거구 | 구미시 진미동, 인동동                                                                                         |
| 22   | 구미시 제5선거구 | 구미시 도개면, 해평면, 산동면, 장천면, 양포동                                                                 |
| 23   | 구미시 제6선거구 | 구미시 선산읍, 고아읍, 옥성면, 무을면                                                                         |
| 24   | 영주시 제1선거구 | 영주시 순흥면, 단산면, 부석면, 상망동, 하망동, 영주1동, 영주2동, 가흥1동, 가흥2동                             |
| 25   | 영주시 제2선거구 | 영주시 풍기읍, 이산면, 평은면, 문수면, 장수면, 안정면, 봉현면, 휴천1동, 휴천2동, 휴천3동                      |
| 26   | 영천시 제1선거구 | 영천시 금호읍, 청통면, 신녕면, 화산면, 북안면, 대창면, 서부동, 완산동, 남부동                                 |
| 27   | 영천시 제2선거구 | 영천시 화북면, 화남면, 자양면, 임고면, 고경면, 동부동, 중앙동                                                 |
| 28   | 상주시 제1선거구 | 상주시 함창읍, 사벌면, 중동면, 낙동면, 외서면, 은척면, 공검면, 이안면, 북문동, 계림동, 동문동                 |
| 29   | 상주시 제2선거구 | 상주시 청리면, 공성면, 외남면, 내서면, 모동면, 모서면, 화동면, 화서면, 화북면, 화남면, 남원동, 동성동, 신흥동 |
| 30   | 문경시 제1선거구 | 문경시 문경읍, 가은읍, 마성면, 농암면, 점촌2동, 점촌4동, 점촌5동                                              |
| 31   | 문경시 제2선거구 | 문경시 영순면, 산양면, 호계면, 산북면, 동로면, 점촌1동, 점촌3동                                               |
| 32   | 경산시 제1선거구 | 경산시 남천면, 서부1동, 남부동                                                                                |
| 33   | 경산시 제2선거구 | 경산시 진량읍, 하양읍, 남천면                                                                                 |
| 34   | 경산시 제3선거구 | 경산시 압량면, 서부2동, 북부동, 중방동                                                                        |
| 35   | 경산시 제4선거구 | 경산시 남산면, 용성면, 자인면, 동부동, 중앙동                                                                 |
| 36   | 군위군 선거구    | 군위군 전 지역                                                                                                |
| 37   | 의성군 제1선거구 | 의성군 의성읍, 단촌면, 점곡면, 옥산면, 사곡면, 춘산면, 가음면, 금성면                                         |
| 38   | 의성군 제2선거구 | 의성군 봉양면, 비안면, 구천면, 단밀면, 단북면, 안계면, 다인면, 신평면, 안평면, 안사면                         |
| 39   | 청송군 선거구    | 청송군 전 지역                                                                                                |
| 40   | 영양군 선거구    | 영양군 전 지역                                                                                                |
| 41   | 영덕군 선거구    | 영덕군 전 지역                                                                                                |
| 42   | 청도군 제1선거구 | 청도군 청도읍, 운문면, 금천면, 매전면                                                                         |
| 43   | 청도군 제2선거구 | 청도군 화양읍, 각남면, 풍각면, 각북면, 이서면                                                                 |
| 44   | 고령군 선거구    | 고령군 전 지역                                                                                                |
| 45   | 성주군 제1선거구 | 성주군 성주읍, 선남면, 월항면                                                                                 |
| 46   | 성주군 제2선거구 | 성주군 수륜면, 가천면, 금수면, 대가면, 벽진면, 초전면, 용암면                                                 |
| 47   | 칠곡군 제1선거구 | 칠곡군 왜관읍, 지천면, 동명면, 가산면                                                                         |
| 48   | 칠곡군 제2선거구 | 칠곡군 북삼읍, 석적읍, 약목면, 기산면                                                                         |
| 49   | 예천군 제1선거구 | 예천군 예천읍, 효자면, 은풍면, 감천면, 보문면                                                                 |
| 50   | 예천군 제2선거구 | 예천군 호명면, 유천면, 용궁면, 개포면, 지보면, 풍양면, 용문면                                                 |
| 51   | 봉화군 선거구    | 봉화군 전 지역                                                                                                |
| 52   | 울진군 제1선거구 | 울진군 울진읍, 북면, 서면, 죽변면                                                                             |
| 53   | 울진군 제2선거구 | 울진군 평해읍, 원남면, 기성면, 온정면, 후포면, 근남면                                                         |
| 54   | 울릉군 선거구    | 울릉군 전 지역                                                                                                |

## 같이 보기
- 대한민국의 선거구